# Medina
Medina (tiếng Ả Rập: المدينة المنورة, al-Madīnah al-Munawwarah, "thành phố toả sáng"; hay المدينة, al-Madīnah (phát âm tiếng Ả Rập Hejaz: [almaˈdiːna]), "thành phố"), còn được chuyển tự thành Madīnah, là một thành phố và trụ sở hành chính của vùng Al-Madinah tại Ả Rập Xê Út. al-Masjid an-Nabawi ("thánh đường của Nhà tiên tri") nằm tại trung tâm thành phố, đây là nơi an táng Nhà tiên tri Hồi giáo Muhammad, và Medina là thành phố linh thiêng thứ nhì trong Hồi giáo sau Mecca.
Medina là điểm đến của Muhammad khi ông Hijrah (di cư) khỏi Mecca, và trở thành thủ đô của một đế quốc Hồi giáo phát triển nhanh chóng dưới quyền lãnh đạo của Muhammad. Thành phố là căn cứ quyền lực của Hồi giáo trong thế kỷ đầu tiên hình thành, là nơi các cộng đồng Hồi giáo sơ khởi phát triển. Medina sở hữu ba thánh đường Hồi giáo cổ nhất, gồm Thánh đường Quba, al-Masjid an-Nabawi, và Masjid al-Qiblatayn ("thánh đường của hai qibla"). Người Hồi giáo tin rằng các surah (chương) cuối cùng theo niên đại của kinh Quran được tiết lộ cho Muhammad tại Medina, và được gọi là các surah Medina, tương phản với các surah Mecca từ trước đó.
Giống như Mecca, chính phủ Ả Rập Xê Út cấm cửa thành phố Medina với những người được nhìn nhận không phải là người Hồi giáo, bao gồm các thành viên của phong trào Ahmadiyya (song không áp dụng cho toàn thể thành phố).

## Từ nguyên
Từ al-Madīnah (المدينة) trong tiếng Ả Rập chỉ có nghĩa là "thành phố". Trước khi Hồi giáo xuất hiện, thành phố được gọi là Yathrib (phát âm [ˈjaθrib]; يثرب). Từ Yathrib được ghi lại trong Surah al-Ahzab của Quran.Qur'an 33:13 
Thành phố còn được gọi là Taybah ([ˈtˤajba]; طيبة). Một tên gọi thay thế là al-Madīnah an-Nabawiyyah (المدينة النبوية) hay Madīnat an-Nabī (مدينة النبي, "thành phố của nhà tiên tri").

## Tổng quan
Tính đến  năm 2010, thành phố Medina có dân số là 1.183.205. Ngoài cư dân Ả Rập, Yathrib thời kỳ tiền Hồi giáo còn là nơi cư trú của các bộ lạc Do Thái. Về sau tên gọi thành phố được đổi thành al-Madīna-tu n-Nabī hoặc al-Madīnatu 'l-Munawwarah (المدينة المنورة "thành phố được giải thoát" hay "thành phố toả sáng"). Medina nổi tiếng vì sở hữu al-Masjid an-Nabawi và cũng do thành phố cung cấp nơi tị nạn cho Muhammad và các môn đồ của ông, và vì thế được xếp hạng là thành phố linh thiêng thứ nhì trong Hồi giáo, sau Mecca. Muhammad được an táng tại Medina, bên dưới Vòm Xanh, đó cũng là nơi an táng của hai khalip Rashidun đầu tiên là Abu Bakr và Umar.
Medina nằm cách 340 km về phía bắc của Mecca và cách bờ biển Đỏ khoảng 190 km. Thành phố nằm trên bộ phận phì nhiêu nhất trên toàn lãnh địa Hejaz, các dòng chảy xung quanh có xu hướng hội tụ tại địa điểm này. Một vùng đồng bằng rộng lớn trải dài về phía nam; ở mọi hướng tầm nhìn bị đồi núi chắn lại.
Khu thành phố lịch sử tạo thành hình trái xoan, có một bức tường kiên cố vây quanh với độ cao từ 9–12 m, có niên đại từ thế kỷ XII, và có các tháp canh. Trong số bốn cổng thành, Bab-al-Salam, hay cổng Ai Cập, có vẻ đẹp đáng chú ý. Bên ngoài tường thành, phía tây và nam là các khu ngoại ô với các nhà thấp, sân, vườn và đồn điền. Những khu ngoại ô này cũng có tường và cổng. Hầu như toàn bộ khu thành lịch sử bị phá huỷ trong thời kỳ Saud. Khu thành được tái thiết nằm tại có trung tâm là al-Masjid an-Nabawi.
Phần mộ của Fatimah (con gái của Muhammad) và Hasan (cháu ngoại của Muhammad) nằm tại đối diện nhà thờ thuộc nghĩa trang Jannat al-Baqi, nghĩa trang còn có mộ của Abu Bakr (khalip đầu tiên và là cha của người vợ Aisha của Muhammad), khalip thứ nhì là Umar (Umar ibn Al-Khattab). Thánh đường có niên đại từ thời Muhammad, song từng được xây dựng lại hai lần.
Do chính sách tôn giáo của chính phủ Ả Rập Xê Út và lo ngại rằng các di tích lịch sử có thể trở thành tâm điểm sùng bái, phần lớn các di sản vật thể của Medina đã bị thay đổi.

## Tầm quan trọng tôn giáo

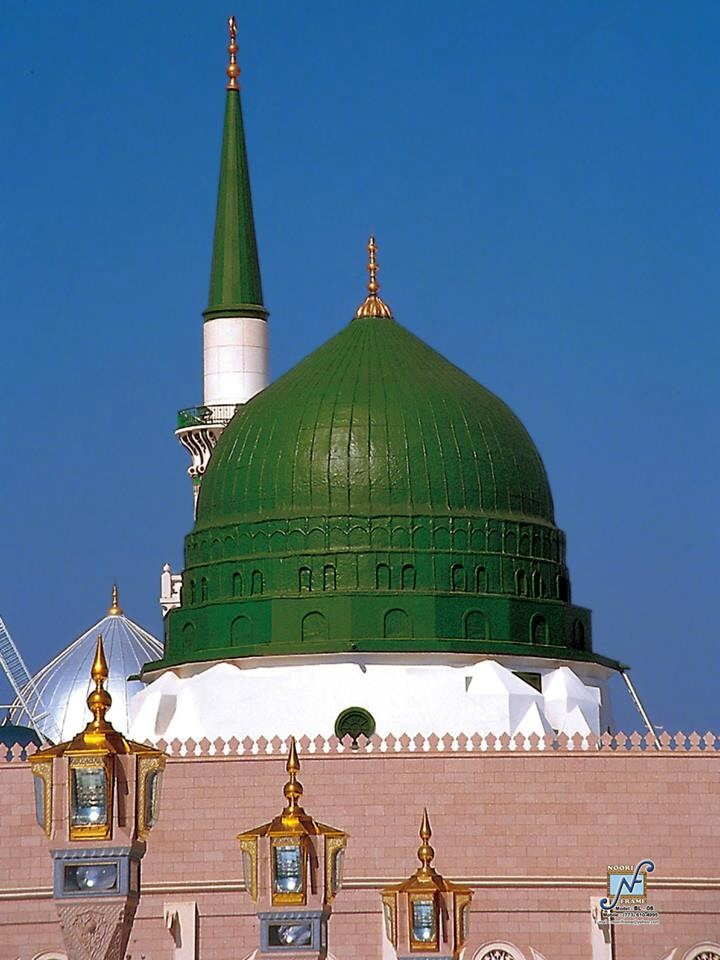
Vòm Xanh của Thánh đường Nhà tiên tri

Tầm quan trọng tôn giáo của Medina bắt nguồn từ việc thành phố sở hữu al-Masjid an-Nabawi. Thánh đường này được Khalip Umayyad Al-Walid I mở rộng. Núi Uhud nằm ở phía bắc của Medina, đây là nơi diễn ra trận đánh thứ nhì giữa quân Hồi giáo và quân Mecca.
Thánh đường đầu tiên được xây dựng trong thời kỳ Muhammad cũng nằm tại Medina và được gọi là Thánh đường Quba. Nó bị sét phá huỷ, có thể là vào khoảng năm 850, và các phần mộ gần như bị quên lãng. Đến năm 892, di tích được dọn dẹp, các phần mộ được đặt đúng chỗ và một thánh đường đẹp đẽ được xây dựng, song lại bị hoả hoạn tàn phá vào năm 1257 và được tái thiết gần như ngay tức khắc. Công trình được phục hồi vào năm 1487 nhờ Qaitbay, một người cai trị Ai Cập.
Masjid al-Qiblatain là một thánh đường khác có tính quan trọng lịch sử đối với người Hồi giáo. Đây là nơi quyền chỉ huy được trao cho Muhammad để chuyển hướng cầu nguyện từ Jerusalem đến Mecca theo một Hadith.
Giống như Mecca, thành phố Medina chỉ cho phép người Hồi giáo đi vào, song haram (khu vực đóng cửa với người phi Hồi giáo) của Medina nhỏ hơn nhiều so với của Mecca, do đó nhiều hạ tầng tại vùng ngoại vi của Medina mở cửa cho người phi Hồi giáo, trong khi tại Mecca khu vực đóng cửa đối với người phi Hồi giáo kéo dài ra ngoài giới hạn khu vực đô thị. Các thánh đường của hai thành phố là điểm đến của nhiều người Hồi giáo trong Umrah (cuộc hành hương thứ nhì sau Hajj). Hàng trăm nghìn người Hồi giáo đến Medina mỗi năm khi họ thực hiện cuộc hành hương Hajj. Al-Baqi' là một nghĩa trang quan trọng tại Medina, tại đây có phần mộ của một số thành viên trong gia tộc của Muhammad, cùng các khalip và học giả.
Kinh thánh Hồi giáo nhấn mạnh tính thiêng liêng của Medina. Medina được nói đến nhiều lần với vị thế thiêng liêng trong kinh Quran, chẳng hạn như ayah; 9:101, 9:129, 59:9, và ayah 63:7. Surah Medinan thường dài hơn so với các surah Mecca. Ngoài ra còn có một quyển sách trong hadith của Bukhari mang tựa đề 'các đức tính của Medina'.

## Lịch sử

### Tiền Hồi giáo

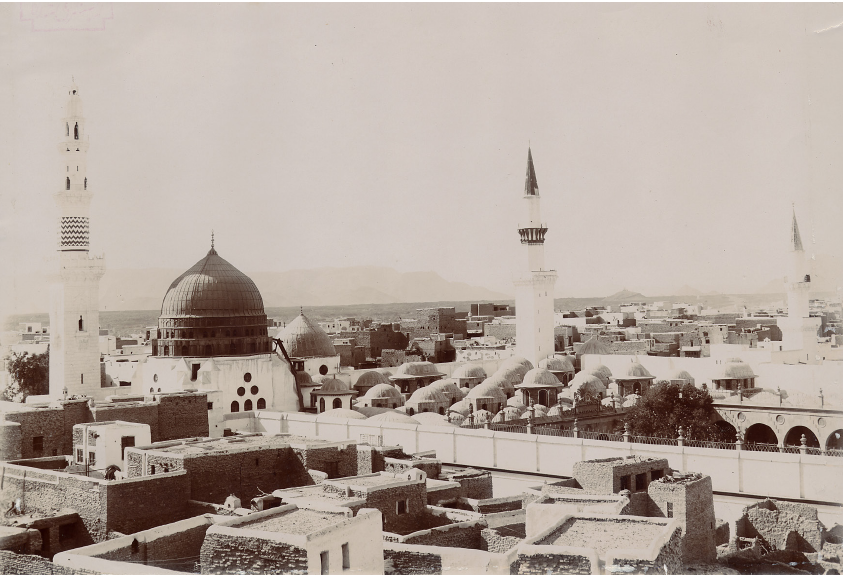
Medina trong lịch sử

Đến thế kỷ IV, các bộ lạc Ả Rập bắt đầu xâm lấn từ Yemen, và có ba bộ lạc Do Thái nổi bật từng sống tại thành phố vào thế kỷ VII: Banu Qaynuqa, Banu Qurayza và Banu Nadir. Ibn Khordadbeh sau này thuật rằng trong thời kỳ Đế quốc Ba Tư chi phối tại Hejaz, Banu Qurayza có vai trò là người thu thuế cho Shah Ba Tư.
Tình hình thay đổi sau khi hai bộ lạc Ả Rập mới là Banu Aus (hay Banu 'Aws) và Banu Khazraj đến từ Yemen. Ban đầu, các bộ lạc mày liên minh với những người cai trị Do Thái, song sau đó họ nổi dậy và trở nên độc lập. Đến cuối thé kỷ 5, những người cai trị Do Thái để mất quyền kiểm soát thành phố về tay Banu Aus và Banu Khazraj. Bách khoa toàn thư Do Thái viết rằng "bằng cách kêu gọi giúp đỡ từ bên ngoài và tàn sát một cách bội bạc trong một bữa tiệc lớn của những người Do Thái đứng đầu", Banu Aus và Banu Khazraj cuối cùng chiếm thế thượng phong tại Medina.
Hầu hết sử gia hiện đại chấp thuận luận điểm của các nguồn Hồi giáo rằng sau cuộc nổi dậy, các bộ lạc Do Thái trở thành cộng đồng bị Aus và Khazraj bảo hộ. Tuy nhiên, theo học giả về Hồi giáo William Montgomery Watt, địa vị này của các bộ lạc Do Thái không có trong các văn kiện lịch sử vào giai đoạn trước 627, và ông cho rằng người Do Thái duy trì một phương thức độc lập chính trị.
Nhà biên niên sử sơ khởi Hồi giáo Ibn Ishaq nói về xung đột thời kỳ tiền Hồi giáo giữa quốc vương người Yemen cuối cùng của Vương quốc Himyar và các cư dân của Yathrib. Khi quốc vương đi ngang qua ốc đảo, các cư dân giết con trai ông, và quân chủ Yemen đe doạ tiêu diệt cư dân và chặt các cây cọ. Theo Ibn Ishaq, ông ngưng làm vậy do hai rabbi từ bộ lạc Banu Qurayza, họ khẩn nài quốc vương tha cho ốc đảo vì đây là nơi "mà một nhà tiên tri của Quraysh sẽ di cư đến vào thời gian tới, và nó sẽ là nhà và nơi yên nghỉ của ông." Quốc vương người Yemen do đó không tàn phá thị trấn và cải sang Do Thái giáo.
Cuối cùng, Banu Aus và Banu Khazraj trở nên thù địch với nhau vào thời điểm Muhammad Hijra (di cư) đến Medina vào năm 622 (năm 1 theo lịch Hồi giáo), họ giao tranh trong 120 năm và thề là kẻ thù của nhau. Banu Nadir và Banu Qurayza liên minh với Aus, còn Banu Qaynuqa ở bên phía Khazraj. Họ giao tranh trong tổng cộng bốn cuộc chiến.
Trận đánh cuối cùng và đẫm máu nhất giữa họ là trận Bu'ath diễn ra vài năm trước khi Muhammad đến. Kết quả của trận đánh không xác định định và mối thù vẫn tiếp diễn. Abd-Allah ibn Ubayy là một tù trưởng Khazraj, ông từ chối tham gia trận đánh, khiến ông có được danh tiếng vì tính công bằng và hoà bình. Cho đến trước khi Muhammad đến, ông là cư dân được kính trọng nhất của Yathrib. Nhằm giải quyết mối thù đang hiện hữu, các cư dân lo lắng trong thành phố đã bí mật gặp Muhammad tại Al-Aqaba, một nơi nằm giữa Mecca và Mina, họ mời ông và nhóm tín đồ nhỏ của ông đến Yathrib, tại đây Muhammad có thể đóng vai trò là nhà trung gian không vụ lợi giữa các phái và cộng đồng của ông có thể được tự do hành lễ tín ngưỡng của họ.

### Muhammad đến
Năm 622, Muhammad và khoảng 70 tín đồ Muhajirun Mecca rời khỏi Mecca đến nơi nương náu tại Yathrib, sự kiện này chuyển đổi hoàn toàn bối cảnh tôn giáo và chính trị của thành phố; thù địch trường kỳ giữa các bộ lạc Aus và Khazraj được giảm bớt vì nhiều thành viên của hai bộ lạc Ả Rập này và một số người Do Thái địa phương đi theo Hồi giáo. Muhammad liên kết với bộ lạc Khazraj thông qua cụ bà của mình, ông được chấp thuận làm thủ lĩnh dân sự. Người Hồi giáo tiến hành cải đạo cư dân bản địa Yathrib với mọi xuất thân, Ả Rập dị giáo hoặc Do Thái giáo, họ được gọi là Ansar ("những người bảo trợ" hay "những người giúp đỡ").
Theo Ibn Ishaq, các bộ lạc Ả Rập dị giáo địa phương, Muhajirun Hồi giáo từ Mecca, người Hồi giáo địa phương (Ansar), và cư dân Do Thái trong khu vực đã ký một hiệp định gọi là Hiến pháp Medina, theo đó cam kết mọi bên hợp tác với nhau dưới quyền lãnh đạo của Muhammad. Tính chất của văn kiện này theo tường thuật bởi Ibn Ishaq và được truyền lại bởi Ibn Hisham là chủ đề tranh luận giữa các sử gia phương Tây hiện đại, nhiều người trong số họ cho rằng "hiệp định" này có thể là kết hợp các thoả thuận khác nhau, bằng miệng thay vì thành văn, với mốc thời gian khác nhau, và rằng không rõ chính xác khi nào chúng được lập ra. Tuy nhiên, các học giả khác, cả phương Tây và Hồi giáo lập luận rằng văn bản của thoả thuận-cho dù có là một văn kiện đơn lẻ hay là một số—có lẽ là một trong các văn bản Hồi giáo cổ xưa nhất mà chúng ta có được. Theo các nguồn Do Thái Yemen, hiệp định khác được soạn thảo giữa Muhammad và các thần dân Do Thái của ông, gọi là kitāb ḏimmat al-nabi, được viết vào năm thứ 17 Hijra (638), và nó thể hiện quyền tự do cho người Do Thái trên bán đảo Ả Rập được cử hành Sabbath và nuôi bím tóc hai bên, song được yêu cầu phải trả jizya (thuế thân) hàng năm cho những người bảo hộ cho họ.

#### Trận Badr

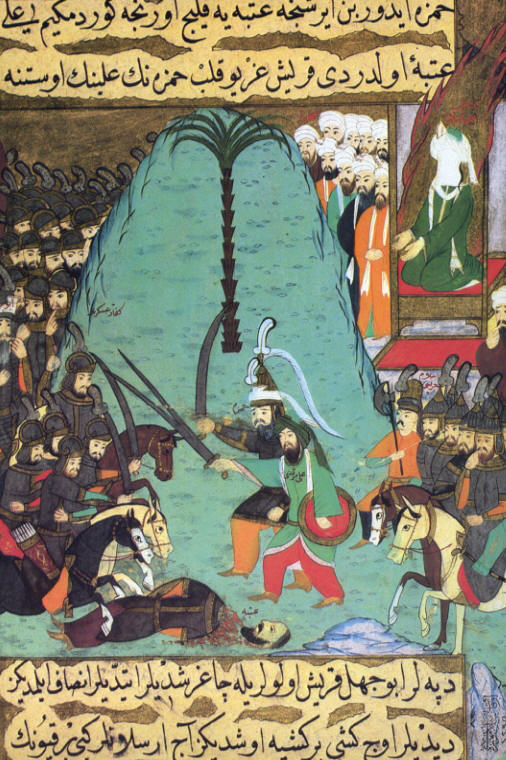
Tranh vẽ mô tả trận Bahr vào thời Ottoman

Trận Badr là một trận đánh chủ chốt trong những ngày đầu của Hồi giáo và là một bước ngoặt trong cuộc đấu tranh của Muhammad với các địch thủ của ông trong bộ lạc Quraysh tại Mecca.
Vào mùa xuân năm 624, Muhammad nhận được tin tức từ các nguồn tình báo rằng một đoàn buôn do Abu Sufyan ibn Harb chỉ huy đang trên đường từ Syria trở về Mecca. Muhammad tập hợp một đội quân gồm 313 người, đội quân lớn nhất mà người Hồi giáo từng có trên chiến trường. Tuy nhiên, nhiều nguồn Hồi giáo ban đầu, như Quran, cho thấy rằng không có giao tranh ác liệt như dự tính,. Khi đoàn buôn đến gần Medina, Abu Sufyan bắt đầu nghe được tin về cuộc phục kích của Muhammad. Ông ta cử một sứ giả là Damdam đến Mecca để cánh báo Quraysh và nhận tiếp viện, Quraysh tập hợp một đội quân đi cứu nguy cho đoàn buôn.
Trận chiến bắt đầu khi hai bên tiến hành giao chiến. Người Hồi giáo phái Ali, Ubaydah ibn al-Harith (Obeida) và Hamza ibn ‘Abd al-Muttalib, trừ khử các chiến binh Mecca trong một cuộc hỗn chiến ba đấu ba. Hai đội quân tiếp đó bắn tên vào nhau. Trước khi trận đấu bắt đầu, Muhammad đã ra lệnh cho người Hồi giáo tấn công cùng vũ khí tầm xa của họ, và chỉ giao chiến với Quraysh bằng vũ khí hỗn chiến khi họ tiến quân. Sau khi Muhammad ra lệnh, quân Hồi giáo xông đến hàng ngũ của Quraysh. Người Mecca dù đông hơn so với người Hồi giáo song nhanh chóng tan vỡ và trốn chạy. Trận đánh chỉ kéo dài trong vài giờ và kết thúc vào đầu buổi chiều. Quran miêu tả việc quân Hồi giáo tấn công trong nhiều câu thơ, trong đó nói về hàng nghìn thiên thần tại Badr đến tàn sát người Quraysh. Các nguồn Hồi giáo ban đầu lấy lại tường thuật này theo nghĩa đen, và có một vài hadith nói về Muhammad thảo luận với thiên thần Jibreel và vai trò của ông trong trận đánh.
Ubaydah ibn al-Harith (Obeida) được vinh danh là "người bắn phát tên đầu tiên cho người Hồi giáo" do Abu Sufyan ibn Harb phải đổi chiến mã để chạy trốn cuộc tấn công. Nhằm trả đũa cho cuộc tấn công này, Abu Sufyan ibn Harb thỉnh cầu một đội quân từ Mecca. Trong suốt mùa đông và mùa xuân năm 623, Muhammad phái thêm các toán tập kích khác từ Medina.

#### Trận Uhud

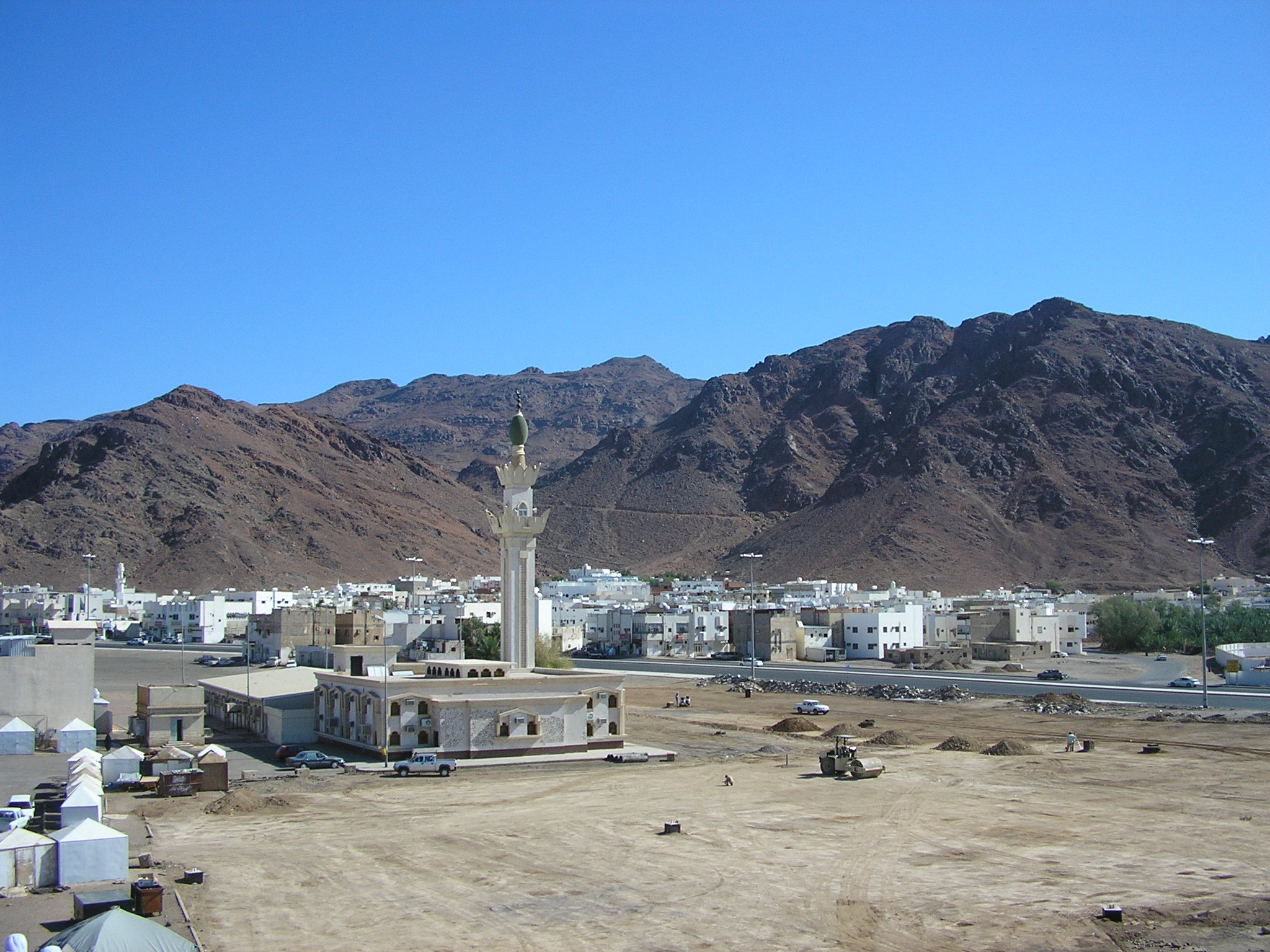
Núi Uhud

Năm 625, Abu Sufyan ibn Harb một lần nữa dẫn một đội quân Mecca đến chống lại Medina, Muhammad hành quân đi ứng chiến. Với lực lượng ít hơn, quân Hồi giáo tìm ra được một chiến lược để chiếm thế thượng phương. Một nhóm cung thủ được lệnh mai phục trên một đồi để theo dõi quân kỵ binh của Mecca và bảo vệ hậu phương quân Hồi giáo. Khi trận đánh nổ ra, người Mecca buộc phải rút lui một chút. Mặt trận trở nên xa khỏi tầm bắn của các cung thủ, lực lượng này từ đầu vốn chỉ quan sát. Do thiếu kiên nhẫn và cho rằng đã giành được lợi thế phần nào, các cung thủ này quyết định rời vị trí và truy kích quân Mecca đang rút lui.
Tuy nhiên, việc quân Mecca rút lui chỉ là một thủ đoạn. Vị trí sườn đồi là một lợi thế rất lớn đối với quân Hồi giáo, và họ đã bị người Mecca nhử khỏi vị trí để giành lại ưu thế. Nhận thấy chiến lược của họ đã có kết quả, kỵ binh Mecca vòng qua đồi và xuất hiện phía sau các cung thủ đang truy kích. Các cung thủ bị phục kích trong vùng đồng bằng giữa đồi và tiền tuyến, bị đồ sát có hệ thống, các đồng đội còn lại của họ trên đồi bắn tên ngăn cản song có ít hiệu quả.
Tuy nhiên, quân Mecca không tận dụng được lợi thế để xâm chiếm Medina và đã trở về Mecca. Người Medina chịu tổn thất nặng nề, và Muhammad bị thương.

#### Trận Trench
Năm 627, Abu Sufyan ibn Harb một lần nữa dẫn quân Mecca chống Medina. Do cư dân Medina đã đào một con hào để bảo vệ thành phố, nên sự kiện này được gọi là trận chiến Hào. Sau một cuộc bao vây kéo dài và nhiều vụ đụng độ, người Mecca lại triệt thoái. Trong quá trình bao vây, Abu Sufyan ibn Harb đã tiếp xúc với bộ lạc Do Thái Banu Qurayza và đạt được một thoả thuận với họ về tấn công lực lượng phòng thủ từ hậu phương. Tuy nhiên, điều này bị người Hồi giáo phát giác và cản trở. Hành vi này đã vi phạm Hiến pháp Medina, và sau khi quân Mecca rút lui thì Muhammad lập tức hành quân chống lại Qurayza và bao vây đồn luỹ của họ. Quân Do Thái cuối cùng đầu hàng. Một số thành viên của Banu Aus lúc này can thiệp giúp các đồng minh cũ của họ và Muhammad chấp thuận bổ nhiệm một trong các tù trưởng của họ là Sa'd ibn Mu'adh làm thẩm phán. Sa'ad phán quyết theo luật Do Thái rằng toàn bộ thành viên nam giới của bộ lạc sẽ bị giết còn nữ giới và trẻ em trở thành nô lệ vì tội làm phản. Hành động này được nhìn nhận là một biện pháp có tính phòng thủ nhằm đảm bảo rằng cộng đồng Hồi giáo có thể chắc chắn về sự tồn tại tiếp tục của mình tại Medina. Sử gia Robert Mantran cho rằng theo quan điểm này thì họ đã thành công, do từ đó trở đi người Hồi giáo không còn phải lo lắng ở mức chính yếu đến sự tồn tại của mình mà là về bành trướng và chinh phục.

### Thủ đô các triều đại Hồi giáo

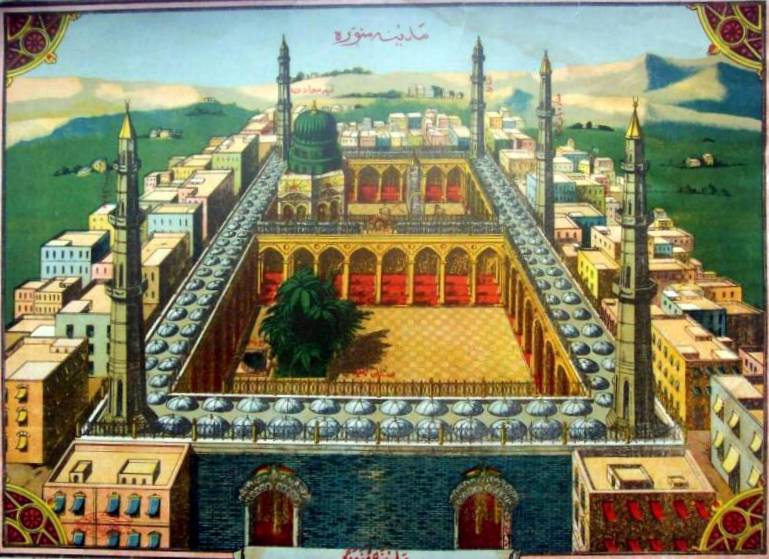
Mô tả Medina cổ xưa vào thời Ottoman

Mười năm sau hijra, Medina trở thành căn cứ để Muhammad và quân Hồi giáo tấn công và bị tấn công, và đây là nơi ông hành quân đến Mecca mà không phải giao chiến vào năm 629, tất cả các bên đều chấp thuận quyền lãnh đạo của ông. Tuy nhiên, dù Muhammad có liên kết bộ lạc với Mecca và tầm quan trọng của kaaba tại Mecca đối với hành hương Hồi giáo (hajj), song Muhammad vẫn trở về Medina, nơi đây trong một vài năm trở thành thành phố quan trọng nhất trong Hồi giáo và là thủ đô của triều đại khalip ban đầu.
Yathrib được đổi tên thành Medina theo Madinat al-Nabi ("thành phố của Nhà tiên tri" trong tiếng Ả Rập) nhằm tôn vinh thân phận tiên tri và việc qua đời của Muhammad tại đây. (Ngoài ra, Lucien Gubbay đề xuất rằng tên gọi Medina có thể cũng bắt nguồn từ Medinta trong tiếng Aram, là tên cư dân Do Thái có thể đã sử dụng để gọi thành phố.)
Dưới thời ba khalip đầu tiên là Abu Bakr, Umar và Uthman, Medina là kinh đô của một đế quốc Hồi giáo phát triển nhanh chóng. Trong giai đoạn Uthman, một nhóm người Ả Rập đến từ Ai Cập bất bình với các quyết định chính trị của ông nên đã tấn công Medina vào năm 656 và sát hại ông. Khalip thứ tư là Ali chuyển kinh đô của đế quốc từ Medina đến Kufa thuộc Iraq. Sau đó, tầm quan trọng của Medina bị thu hẹp, trở thành một nơi quan trọng về tôn giáo thay vì quyền lực chính trị.
Năm 1256, Medina bị đe doạ từ một dòng dung nham từ khu vực núi lửa Harrat Rahat.
Sau khi triều đại khalip tan vỡ, thành phố lệ thuộc những người cai trị khác nhau, trong đó có người Mamluk của Cairo trong thế kỷ XIII, và từ năm 1517 là Đế quốc Ottoman.

### Hiện đại

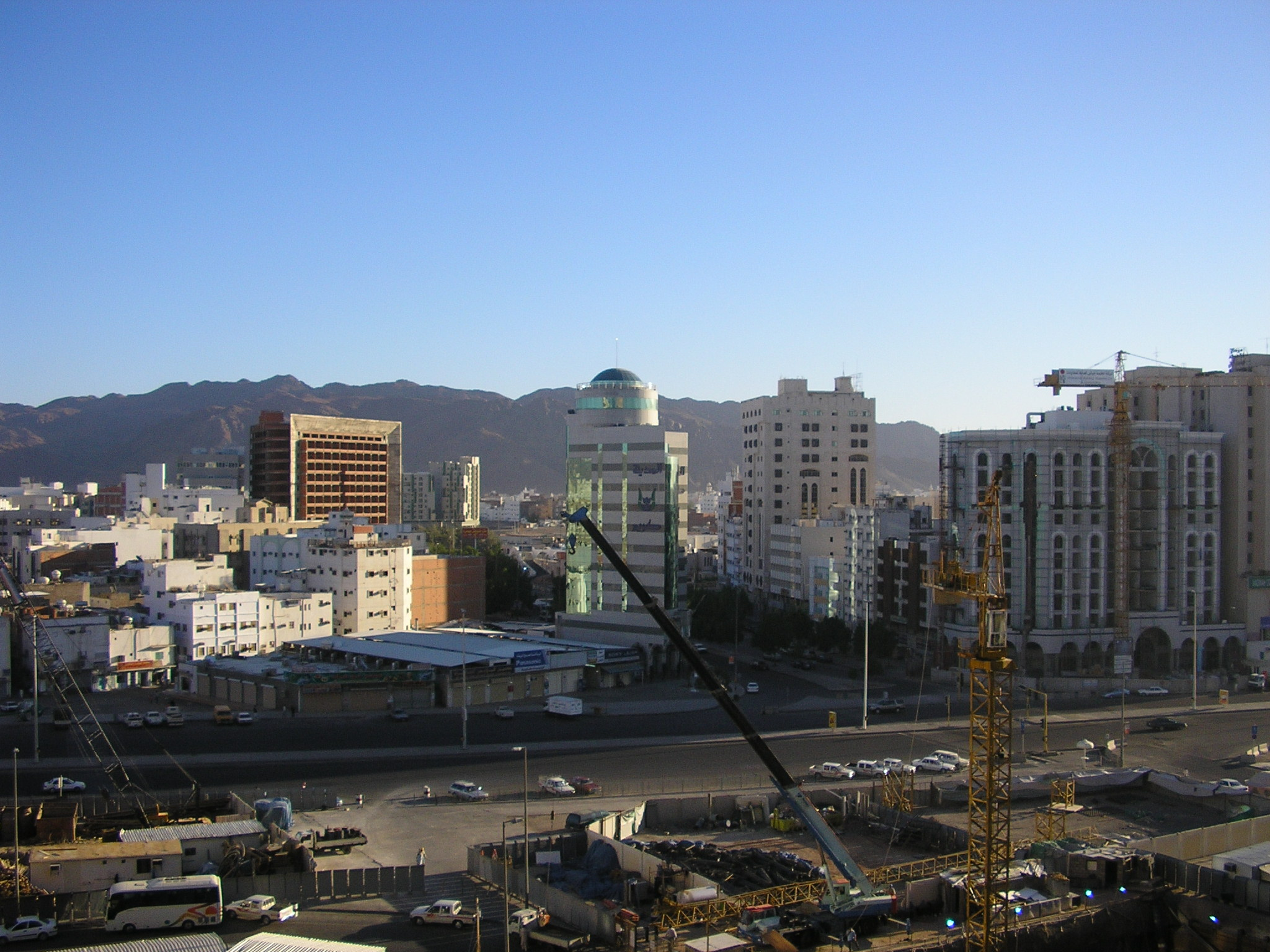
Thành phố Medina hiện đại

Trong Chiến tranh thế giới thứ nhất, Medina phải trải qua một trong những cuộc bao vây dài nhất trong lịch sử. Medina khi đó là một thành phố thuộc Đế quốc Ottoman, quyền cai trị địa phương nằm trong tay thị tộc Hashem với hiệu là Sharif hoặc Emir của Mecca. Fakhri Pasha là thống đốc Medina của triều đình Ottoman. Ali bin Hussein, Sharif của Mecca là là thủ lĩnh của thị tộc Hashem, ông tiến hành khởi nghĩa chống lại khalip tại Constantinople (Istanbul) và đứng về phía người Anh. Thành phố Medina bị quân Sharif bao vây, và Fakhri Pasha kiên trì giữ thành từ năm 1916 đến ngày 10 tháng 1 năm 1919. Ông từ chối đầu hàng và giữ thành thêm 72 ngày sau khi có Hiệp định đình chiến Moudros, cho đến khi bị thuộc cấp bắt giữ. Do tiên lượng rằng thành phố sẽ bị cướp bóc và phá hoại, Fakhri Pasha bí mật cho đưa Thánh tích của Medina đến Istanbul.
Năm 1920, người Anh mô tả Medina là "tự lực hơn nhiều so với Mecca." Sau Chiến tranh thế giới thứ nhất, Sayyid Hussein bin Ali thuộc thị tộc Hashem được tuyên bố là quốc vương của Hejaz độc lập. Đến năm 1924, ông chiến bại trước Ibn Saud, người này sáp nhập Medina và toàn thể Hejaz vào Vương quốc Ả Rập Xê Út hiện nay.
Ngày nay, Medina là địa điểm hành hương quan trọng thứ nhì trong Hồi giáo, và là thủ phủ của vùng Al Madinah. Ngoài khu thành cổ linh thiêng hạn chế với người phi Hồi giáo, thì Medina là một thành phố hiện đại, đa dân tộc gồm người Ả Rập Xê Út và ngày càng nhiều công nhân ngoại kiều Hồi giáo và phi Hồi giáo, như người Ai Cập, Nam Á và Philippines.
Chính phủ Ả Rập Xê Út chống đối bất kỳ sùng kính nào với các địa điểm quan trọng về lịch sử và tôn giáo vì lo ngại có thể dẫn đến shirk (sùng bái thần tượng). Do đó, dưới thời Nhà Saud, di sản vật thể của Medina bị phá hoại đáng kể, bao gồm việc mất đi nhiều toà nhà trên một nghìn năm tuổi. Những người chỉ trích mô tả điều này là "chủ nghĩa phá hoại Saud" và cho rằng tại Medina và Mecca trong hơn 50 năm qua, có 300 di tích lịch sử có liên hệ đến Muhammad, gia tộc hoặc đồng môn của ông đã biến mất. Tại Medina, minh chứng cho các di tích lịch sử bị phá huỷ gồm có Thánh đường Salman al-Farsi, Thánh đường Raj'at ash-Shams, Nghĩa trang Jannatul Baqee, và Nhà của Muhammed.

## Địa lý
Vùng đất xung quanh Medina gồm chủ yếu là bazan, còn các đồi là tro núi lửa có niên đại từ giai đoạn địa chất đầu tiên của Đại Cổ sinh, đặc biệt đáng chú ý tại phía nam thành phố.
Medina nằm tại phần phía đông của khu vực Hejaz, có kinh độ 39º 36' E và vĩ độ 24º 28' N.
Medina nằm tại phần tây bắc của Ả Rập Xê Út, về phía đông của biển Đỏ, chỉ cách biển này khoảng 250 km. Bao quanh thành phố là một số ngọn núi: Al-Hujaj, hay núi hành hương ở phía tây, Salaa ở phía tây bắc, Al-E'er hay núi đoàn buôn ở phía nam và Uhad ở phía bắc. Medina nằm trên một cao nguyên núi bằng phẳng tại giao điểm của ba thung lũng Al-Aql, Al-Aqiq và Al-Himdh. Do đó, Medina có các khu vực xanh rộng lớn nằm giữa một vùng núi khô hạn. Thành phố có độ cao 620 m trên mực nước biển. Phần phía tây và tây nam có nhiều đá núi lửa. Diện tích thành phố là khoảng 50 km².
Medina có khí hậu hoang mạc nóng (phân loại khí hậu Köppen BWh). Mùa hè cực kỳ nóng khi nhiệt độ vào ban ngày trung bình là khoảng 43 °C còn vào ban đêm là khoảng 29 °C. Nhiệt độ lên trên 45 °C không phải là bất thường từ tháng 6 đến tháng 9. Mùa đông dịu hơn, nhiệt độ khoảng từ 12 °C vào ban đêm đến 25 °C vào ban ngày. Thành phố có rất ít mưa, hầu như đều xuất hiện từ tháng 11 đến tháng 5.
| Dữ liệu khí hậu của Medina (1985–2010)  | Dữ liệu khí hậu của Medina (1985–2010) | Dữ liệu khí hậu của Medina (1985–2010) | Dữ liệu khí hậu của Medina (1985–2010) | Dữ liệu khí hậu của Medina (1985–2010) | Dữ liệu khí hậu của Medina (1985–2010) | Dữ liệu khí hậu của Medina (1985–2010) | Dữ liệu khí hậu của Medina (1985–2010) | Dữ liệu khí hậu của Medina (1985–2010) | Dữ liệu khí hậu của Medina (1985–2010) | Dữ liệu khí hậu của Medina (1985–2010) | Dữ liệu khí hậu của Medina (1985–2010) | Dữ liệu khí hậu của Medina (1985–2010) | Dữ liệu khí hậu của Medina (1985–2010) |
| Tháng                                   | 1                                      | 2                                      | 3                                      | 4                                      | 5                                      | 6                                      | 7                                      | 8                                      | 9                                      | 10                                     | 11                                     | 12                                     | Năm                                    |
| --------------------------------------- | -------------------------------------- | -------------------------------------- | -------------------------------------- | -------------------------------------- | -------------------------------------- | -------------------------------------- | -------------------------------------- | -------------------------------------- | -------------------------------------- | -------------------------------------- | -------------------------------------- | -------------------------------------- | -------------------------------------- |
| Cao kỉ lục °C (°F)                      | 33.2 (91.8)                            | 36.6 (97.9)                            | 40.0 (104.0)                           | 43.0 (109.4)                           | 46.0 (114.8)                           | 47.0 (116.6)                           | 49.0 (120.2)                           | 48.4 (119.1)                           | 46.4 (115.5)                           | 42.8 (109.0)                           | 36.8 (98.2)                            | 32.2 (90.0)                            | 49.0 (120.2)                           |
| Trung bình ngày tối đa °C (°F)          | 24.2 (75.6)                            | 26.6 (79.9)                            | 30.6 (87.1)                            | 35.3 (95.5)                            | 39.6 (103.3)                           | 42.9 (109.2)                           | 42.9 (109.2)                           | 43.7 (110.7)                           | 42.3 (108.1)                           | 37.3 (99.1)                            | 30.6 (87.1)                            | 26.0 (78.8)                            | 35.2 (95.4)                            |
| Trung bình ngày °C (°F)                 | 17.9 (64.2)                            | 20.2 (68.4)                            | 23.9 (75.0)                            | 28.5 (83.3)                            | 33.0 (91.4)                            | 36.3 (97.3)                            | 36.5 (97.7)                            | 37.1 (98.8)                            | 35.6 (96.1)                            | 30.4 (86.7)                            | 24.2 (75.6)                            | 19.8 (67.6)                            | 28.6 (83.5)                            |
| Tối thiểu trung bình ngày °C (°F)       | 11.6 (52.9)                            | 13.4 (56.1)                            | 16.8 (62.2)                            | 21.2 (70.2)                            | 25.5 (77.9)                            | 28.4 (83.1)                            | 29.1 (84.4)                            | 29.9 (85.8)                            | 27.9 (82.2)                            | 22.9 (73.2)                            | 17.7 (63.9)                            | 13.6 (56.5)                            | 21.5 (70.7)                            |
| Thấp kỉ lục °C (°F)                     | 1.0 (33.8)                             | 3.0 (37.4)                             | 7.0 (44.6)                             | 11.5 (52.7)                            | 14.0 (57.2)                            | 21.7 (71.1)                            | 22.0 (71.6)                            | 23.0 (73.4)                            | 18.2 (64.8)                            | 11.6 (52.9)                            | 9.0 (48.2)                             | 3.0 (37.4)                             | 1.0 (33.8)                             |
| Lượng Giáng thủy trung bình mm (inches) | 6.3 (0.25)                             | 3.1 (0.12)                             | 9.8 (0.39)                             | 9.6 (0.38)                             | 5.1 (0.20)                             | 0.1 (0.00)                             | 1.1 (0.04)                             | 4.0 (0.16)                             | 0.4 (0.02)                             | 2.5 (0.10)                             | 10.4 (0.41)                            | 7.8 (0.31)                             | 60.2 (2.37)                            |
| Số ngày mưa trung bình                  | 2.6                                    | 1.4                                    | 3.2                                    | 4.1                                    | 2.9                                    | 0.1                                    | 0.4                                    | 1.5                                    | 0.6                                    | 2.0                                    | 3.3                                    | 2.5                                    | 24.6                                   |
| Độ ẩm tương đối trung bình (%)          | 38                                     | 31                                     | 25                                     | 22                                     | 17                                     | 12                                     | 14                                     | 16                                     | 14                                     | 19                                     | 32                                     | 38                                     | 23                                     |
| Nguồn: Trung tâm Khí hậu Khu vực Jeddah |                                        |                                        |                                        |                                        |                                        |                                        |                                        |                                        |                                        |                                        |                                        |                                        |                                        |

## Tôn giáo
Giống như hầu hết các thành phố khác tại Ả Rập Xê Út, Hồi giáo là tôn giáo của đa số cư dân Medina. Các giáo phái Sunni (Hanafi, Maliki, Shafi'i và Hanbali) chiếm đa số còn người Shia là một thiểu số đáng kể trong và quanh Medina, như Nakhawila. Bên ngoài trung tâm thành phố (chỉ dành cho người Hồi giáo), có một lượng đáng kể các công nhân di cư và ngoại kiều phi Hồi giáo.

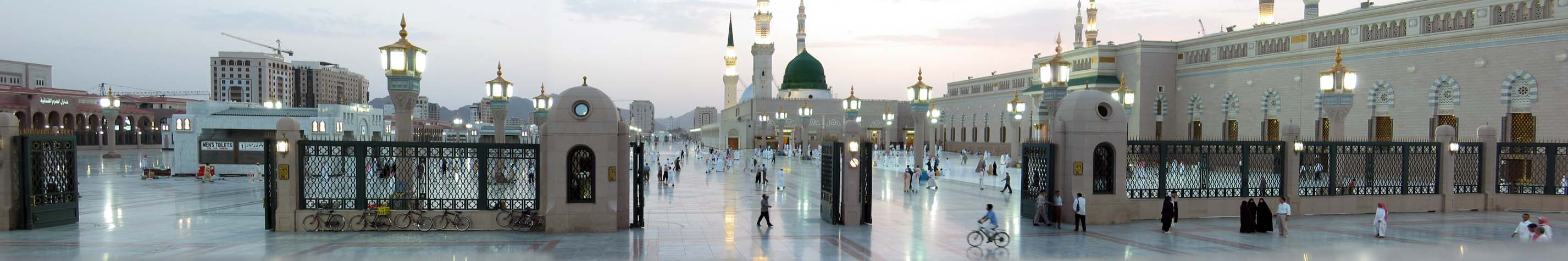
Masjid Nabawi vào hoàng hôn

## Kinh tế
Về mặt lịch sử, Medina nổi tiếng vì trồng chà là. Vào năm 1920, có 139 loại chà là được trồng trong khu vực. Medina còn nổi tiếng vì trồng nhiều loại rau.
Dự án Thành phố kinh tế tri thức Medina tập trung vào các ngành công nghiệp dựa trên tri thức, nó đã được lập kế hoạch và dự kiến sẽ thúc đẩy phát triển và gia tăng số việc làm tại Medina.
Thành phố có Sân bay Hoàng tử Mohammad Bin Abdulaziz được khánh thành vào năm 1974. Sân bay xử lý trung bình 20–25 chuyến bay mỗi ngày, song con số này tăng gấp ba lần vào mùa Hajj và các ngày lễ môn phái.
Nhờ lượng khách hành hương gia tăng mỗi năm, nhiều khách sạn được xây dựng trong thành phố.

## Giáo dục
- Đại học Hồi giáo Madinah
- Đại học Taibah

## Giao thông
Sân bay Hoàng tử Mohammad bin Abdulaziz (IATA: MED, ICAO: OEMA) nằm cách trung tâm thành phố 15 km. Sân bay này có đường bay đến hầu hết các địa điểm trong nước và có dịch vụ quốc tế hạn chế đến các địa điểm trong khu vực như Cairo, Bahrain, Doha, Dubai, Istanbul và Kuwait.
Một tuyến đường sắt liên tỉnh cao tốc (Dự án đường sắt cao tốc Haramain, còn gọi là "Đường sắt Miền Tây") được xây dựng từ năm 2009. Nó có chiều dài 444 km, liên kết các thành phố linh thiêng Medina và Mecca thông qua Thành phố kinh tế Quốc vương Abdullah, Rabigh, Jeddah và Sân bay quốc tế quốc vương Abdulaziz. Một hệ thống đường sắt đô thị gồm ba tuyến cũng được lên kế hoạch cho Medina.
Các tuyến đường bộ chính giúp liên kết Medina tới các bộ phận khác trong nước là,
- Xa lộ 15 – liên kết Medina tới Mecca, Abha, Khamis Mushait và Tabuk.
- Xa lộ 60 – liên kết Medina đến Buraidah